# Hoyt Hottel
Hoyt Clarke Hottel (1903-1998) est un physicien américain connu pour ses travaux sur les transferts thermiques et la combustion. Il est cofondateur de l'institut de la combustion et de la section américaine de la fondation de recherche internationale sur les flammes.

## Biographie

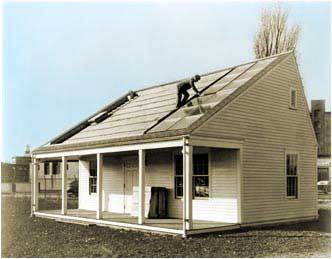
MIT Solar House #1 (1939)

Hoyt Hottel est diplômé en ingénierie chimique au Massachusetts Institute of Technology en 1924. Il fera sa carrière dans cet établissement comme assistant professeur (1928), professeur associé (1931) et professeur (1941). En 1965 il occupe la chaire Carbon P. Dubbs Professor of Chemical Engineering. Il devient émérite en 1968,.
De la fin des années 30 jusqu'au milieu des années 60 Hottel dirige les études sur l'énergie solaire. Il en émergera l'équation de Hottel-Whillier-Bliss qui donne le bilan de fonctionnement d'un capteur plan et la méthode zonale pour le calcul du transfert radiatif.
Durant la seconde guerre mondiale il dirige le groupe qui conçoit les bombes incendiaires au National Defense Research Committee. De 1949 à 1956 il sera le président du comité Armed Forces Special Weapons Project Panel on Thermal Radiation.
De 1956 à 1967 il dirige le comité s'occupant de la recherche en matière d'incendie à l'Académie nationale des sciences (États-Unis).

## Ouvrages
- (en) Hoyt C. Hottel, Thermodynamic charts for combustion processes, Wiley, 1949
- (en) Hoyt C. Hottel et A. F. Sarofim, Radiative Transfer, MIT Press, 1967
- (en) H. C. Hottel et J. B. Howard, New Energy Technology - Some Facts and Assessments, McGraw-Hill, 1971 (ISBN 0-262-58019-5)
- (en) James J. Noble, Adel F. Sarofim, Geoffrey D. Silcox, Phillip C. Wankat, Kent S. Knaebel et Hoyt C. Hottel, Perry's Chemical Engineers' Handbook : Heat and Mass Transfer, vol. 5, McGraw-Hill, 2007 (ISBN 0-071-51128-8)

## Distinctions

### Prix et médailles
- Medal for Merit, 1948
- King's Medal for Service in the Cause of Freedom (en)
- Médaille d'or Alfred Egerton de l'institut de la combustion, 1960[9]
- Melchett Medal (en) de l'Energy Institute, 1960
- Max Jakob Memorial Award (en) de l'American Institute of Chemical Engineers et de l'American Society of Mechanical Engineers, 1965
- Prix Founders de l'American Institute of Chemical Engineers, 1967
- Prix Farrington Daniels de l'International Solar Energy Society (en), 1975
- Prix Esso Energy (en) de la Royal Society, 1975

### Appartenance à des sociétés savantes
- Membre de l'Académie nationale des sciences (États-Unis)
- Membre de l'Académie nationale d'ingénierie des États-Unis
- Fellow de l'Académie américaine des arts et des sciences
- Fellow de l'American Institute of Chemical Engineers

### Autres
Le MIT a créé le Hoyt C. Hottel Lectureship en 1985 et la chaire Hoyt C. Hottel en ingénierie chimique en 1995. L'institut de la combustion a créé the Hottel Lecture.